# Сэмюэл, Дэн, 4-й виконт Сэмюэл
Дэн Джуда Сэмюэл, 4-й виконт Сэмюэл (англ. Dan Judah Samuel, 4th Viscount Samuel; 25 марта 1925 — 7 ноября 2014) — британско-израильский бизнесмен и пэр.

## Биография
Родился 25 марта 1925 года. Младший сын Эдвина Сэмюэля, 2-го виконта Сэмюэля (1898—1978), и Хадассы Гур, внук британско-еврейского дипломата Герберта Сэмюэля, 1-го виконта Сэмюэля (1870—1963).
Он получил образование в школе Рагби (Рагби, Уорикшир, Англия), в 1950 году он окончил Баллиол-колледже Оксфордского университета, получив степень магистра искусств. В 1950—1951 годах он учился в Школе передовых международных отношений в Вашингтоне округ Колумбия, США).
Носил звание майора в Йоркширском гусарском полку. Участник Второй мировой войны, затем в 1948 году принимал участие в войне за Израиль.
С 1952 года он работал в компании Shell. В 1962—1963 годах — генеральный директор Shell Thailand, в 1966—1967 годах — работал в Shell Oil USA. С 1967 года — президент бельгийской Shell. Директор Shell International Petroleum Company в Лондоне (1973—1981), президент и главный исполнительный директор Scallop Corporation в Нью-Йорке (1981—1986).
7 октября 2014 года после смерти своего старшего брата, Дэвида Сэмюэла, 3-го виконта Сэмюэла (1922—2014), Дэн Сэмюэл унаследовал титул 4-го виконта Сэмюэла из Маунт-Кармела и Токстета в Ливерпуле (Пэрство Соединённого королевства).

## Личная жизнь
Дэн Джуда Сэмюэл был дважды женат. С 1957 по 1977 год он был женат на Эстер «Нонни» Гордон, дочери Макса Гордона, которая родом из Йоханнесбурга, ЮАР. У них было трое детей:
- Достопочтенная Лия Мириам Сэмюэл (род. 9 марта 1961), в 1987 году она вышла замуж за Гленна Альбума
- Достопочтенная Майя Тесса Сэмюэл (род. 24 февраля 1963)[2]
- Джонатан Герберт Сэмюэл, 5-й виконт Сэмюэл (род. 17 декабря 1965)[2], старший сын и преемник отца.

В 1977 году супруги развелись. В 1981 году он женился вторым браком на Хизер Камминг, дочери Ангуса Камминга, с которой развелся в 1992 году. Дети от второго брака:
- Достопочтенная Саша Тамара Сэмюэл (род. 1982)[2]
- Достопочтенный Бенджамин Ангус Сэмюэл (род. 1983)[2].

4-й виконт Сэмюэл скончался в Уэстпорте, штат Коннектикут, США, 7 ноября 2014 года в возрасте 89 лет.